# Соколов, Николай Васильевич (1921—1975)
Николай Васильевич Соколов (1921—1975) — старший лейтенант Рабоче-крестьянской Красной Армии, участник Великой Отечественной войны, Герой Советского Союза (1945). Командир батареи 175-го гвардейского артиллерийско-миномётного полка 4-й гвардейской кавалерийской дивизии 2-го гвардейского кавалерийского корпуса 1-го Белорусского фронта.

## Биография
Николай Соколов родился 23 мая 1921 года в городе Ногинск Московской области. После окончания 8 классов в школе работал на заводе «Металлист». Член КПСС с 1944 года.
В 1940 году был призван в Красную Армию. На фронте во время Великой Отечественной войны с октября 1942 года. Воевал на 1-м Белорусском фронте. Соколов, будучи командиром батареи, участвовал в прорыве обороны противника, а также в освобождении нескольких польских городов.
Указом Президиума Верховного Совета СССР от 31 мая 1945 года за «образцовое выполнение боевых заданий командования на фронте и проявленные при этом мужество и героизм» старший лейтенант Николай Соколов был удостоен высокого звания Героя Советского Союза с вручением ордена Ленина и медали «Золотая Звезда» за номером 6839.
После окончания войны продолжал служить в армии. Окончил Военно-артиллерийскую командную академию в 1955 году. С 1968 года — в запасе.
Скончался 10 апреля 1975 года в родном Ногинске, где он проживал и работал в последние годы жизни. Похоронен на Глуховском кладбище.